# Rozłuciszki II
Rozłuciszki II – dawny folwark. Tereny, na których był położony, leżą obecnie na Białorusi, w obwodzie witebskim, w rejonie postawskim, w sielsowiecie Woropajewo.

## Historia
W czasach zaborów w gminie Łuczaj, w powiecie dzisieńskim, w guberni wileńskiej Imperium Rosyjskiego. W 1905 roku liczył 5 mieszkańców, 25 dziesięcin, własność Druckiego-Lubeckiego.
W latach 1921–1945 folwark leżał w Polsce, w województwie wileńskim, w powiecie dziśnieńskim od 1929 roku w gminie Kozłowszczyzna.
W 1931 w 1 domu zamieszkiwało 13 osób.
Wierni należeli do parafii rzymskokatolickiej w Duniłowiczach i prawosławnej w Osinogródku. Miejscowość podlegała pod Sąd Grodzki w Postawach i Okręgowy w Wilnie; właściwy urząd pocztowy mieścił się w Kozłowszczyźnie.
W 1938 roku miejscowość należała do gromady Żelazowszczyzna gminy Kozłowszczyzna.